# 해윤
해윤(본명: 박해윤, 1996년 1월 10일~)은 대한민국의 걸그룹 체리블렛의 리더, 메인보컬을 맡고 있다.

## 주요 이력
쏘스뮤직엔터테인먼트에서 연습생으로 있었다가, FNC엔터테인먼트로 이적해 연습생으로 있었다.
2018년 엠넷에서 방송한 《PRODUCE 48》에 조아영과 함께 참가하여 파이널에 진출, 최종 19위로 PRODUCE 48을 마감했다. 이는 FNC엔터테인먼트 역대 프로듀스 시리즈 출연자들 중 최초로 파이널에 진출한 케이스다.
PRODUCE 48을 마감한 후 업보트로 이적한 조아영과 달리 해윤은 FNC에 잔류하여 새 걸그룹 데뷔조에 들었고, 2019년 1월 21일 체리블렛의 데뷔 앨범 《Let's Play Cherry Bullet》으로 정식 데뷔했다.
2019년 8월에는 보라와 함께 tvN의 V-1에 참가해 예선 4위로 본선에 진출, 1라운드에서 구구단의 김나영을 꺾었으나 2라운드에서 드림캐쳐의 시연에게 밀려 탈락했다.
2019년 12월 13일에 미래가 탈퇴한 후에는 리더 자리를 이어받았다.

## 학력
- 순천여자중학교 (졸업)
- 순천팔마고등학교 (졸업)
- 동아방송예술대학교 공연예술계열 뮤지컬 전공 (졸업)

## 출연작

### 예능
| 년도 | 방송사 | 제목       | 역할                                       | 참고                                    |
| ---- | ------ | ---------- | ------------------------------------------ | --------------------------------------- |
| 2018 | Mnet   | PRODUCE 48 | 참가자 (2018년 6월 15일 ~ 2018년 8월 31일) | 19위                                    |
| 2019 | tvN    | V-1        | 참가자                                     | 5위 (2019년 9월 13일 ~ 2019년 9월 15일) |

## 사생활
청하와 매우 친한 사이로 알려져 있다.